# Воровешть
Воровешть, Воровешті (рум. Vorovești) — село у повіті Ясси в Румунії. Входить до складу комуни Мірослава.
Село розташоване на відстані 318 км на північ від Бухареста, 9 км на захід від Ясс.

## Населення
За даними перепису населення 2002 року у селі проживали 670 осіб, усі — румуни. Усі жителі села рідною мовою назвали румунську.